# 본초
본초(本草), 허브(herb)는 한의학에서 사용되는 약재를 가리키는 말이다.(고대 그리스나 중세 유럽의 약초학(herbology)에서 사용된 약초도 본초라고 번역하는 경우가 많다.) 약재에는 인삼 등의 식물성 약재와 녹용 등의 동물성 약재, 주사 등의 광물성 약재가 있지만, 대부분은 식물성 약재이고 그중에서 뿌리와 뿌리줄기가 가장 많이 쓰이므로 '본초(本草, 뿌리와 풀)'라 불리게 되었다. 저자미상의 신농본초경(神農本草經)이 최초의 본초학 서적으로 알려져 있다.

## 같이 보기
- 허브 (식물)
- 향약집성방
- 향약구급방
- 본초강목